# Dietmar Eifler (Politiker)

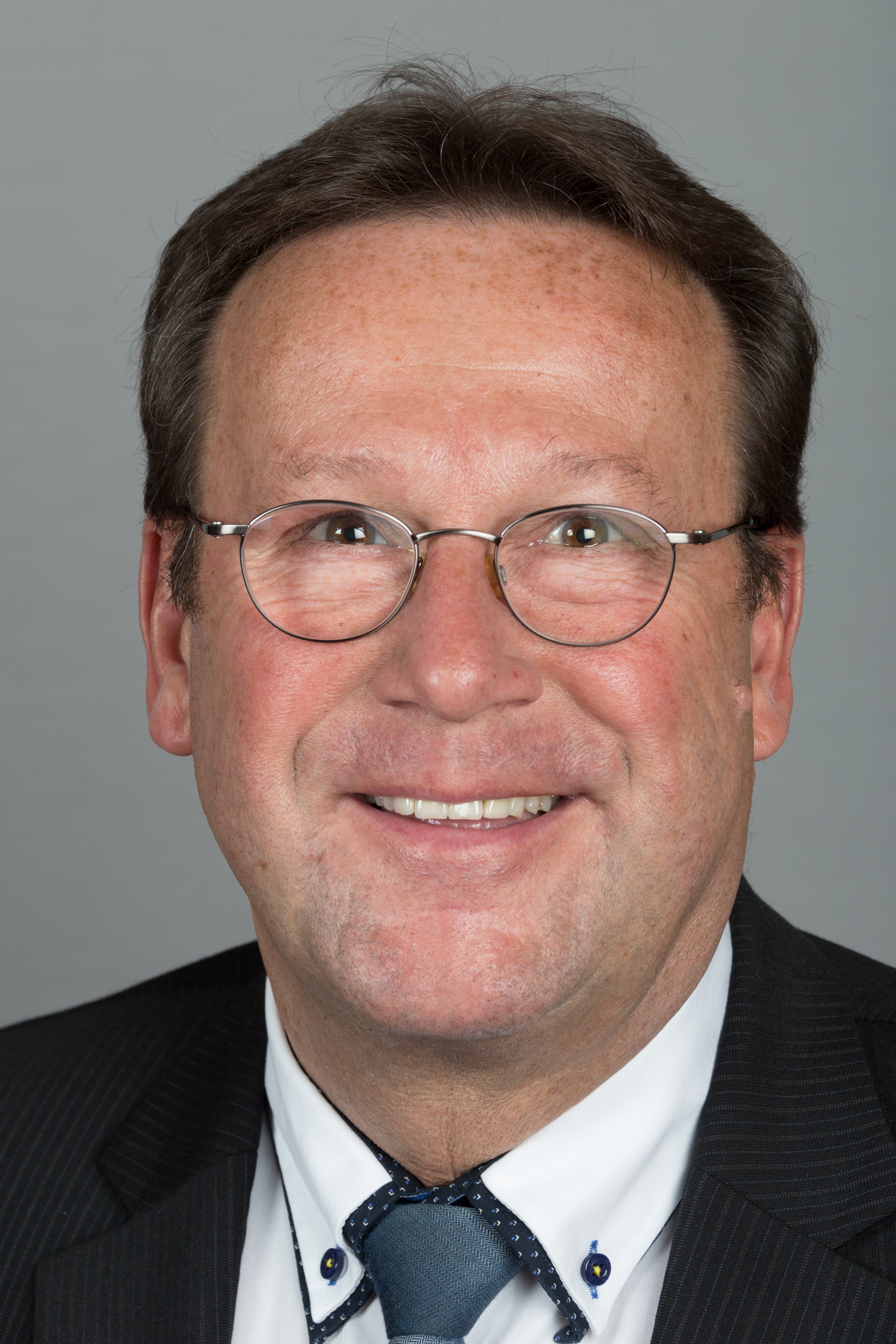
Dietmar Eifler, 2017

Dietmar Eifler (* 6. November 1955 in Bernstadt auf dem Eigen) ist ein deutscher Politiker der CDU Mecklenburg-Vorpommern und Mitglied des Landtags Mecklenburg-Vorpommern.

## Leben und Beruf
Dietmar Eifler machte 1972 bis 1975 eine Ausbildung als Facharbeiter für Nachrichtentechnik und studierte 1976 bis 1979 an der Ing.-Schule für Maschinenbau und Elektrotechnik Berlin. Nach dem Abschluss als Dipl.-Ing. (FH) Nachrichtentechnik arbeitete er 1979 bis 1982 bei der Deutschen Post und 1982 bis 1990 als Kontrollingenieur Schiffselektronik Rostock. Seit 1990 ist er Angestellter beim Landkreis Stralsund, jetzt Landkreis Vorpommern-Rügen, und hat sich zum Verwaltungsfachwirt weitergebildet. Vor seiner Wahl in den Landtag war er Fachgebietsleiter des Fachgebietes „Verkehrsangelegenheiten“.
Dietmar Eifler ist verheiratet und hat zwei Kinder.

## Politik
Dietmar Eifler ist Mitglied der CDU und seit 1990 Gemeindevertreter und seit 1994 ehrenamtlicher Bürgermeister der Gemeinde Steinhagen. Seit 2009 ist er stellvertretender Amtsvorsteher des Amtes Niepars. Er ist Mitglied im Kreisvorstand der CDU-Nordvorpommern und dort stellvertretender Kreisvorsitzender.
Bei der Landtagswahl 2011 wurde Dietmar Eifler im Landtagswahlkreis Nordvorpommern III/Stralsund I mit 33,7 % der Stimmen in den Landtag Mecklenburg-Vorpommern gewählt. Dort ist er Vorsitzender des Wirtschaftsausschusses.